# (6561) Gruppetta
(6561) Gruppetta est un astéroïde de la ceinture principale.

## Description
(6561) Gruppetta est un astéroïde de la ceinture principale. Il fut découvert le 10 octobre 1991 à l'observatoire Palomar par Kenneth J. Lawrence. Il présente une orbite caractérisée par un demi-grand axe de 2,59 UA, une excentricité de 0,19 et une inclinaison de 13,7° par rapport à l'écliptique.

## Compléments